# Schepijs

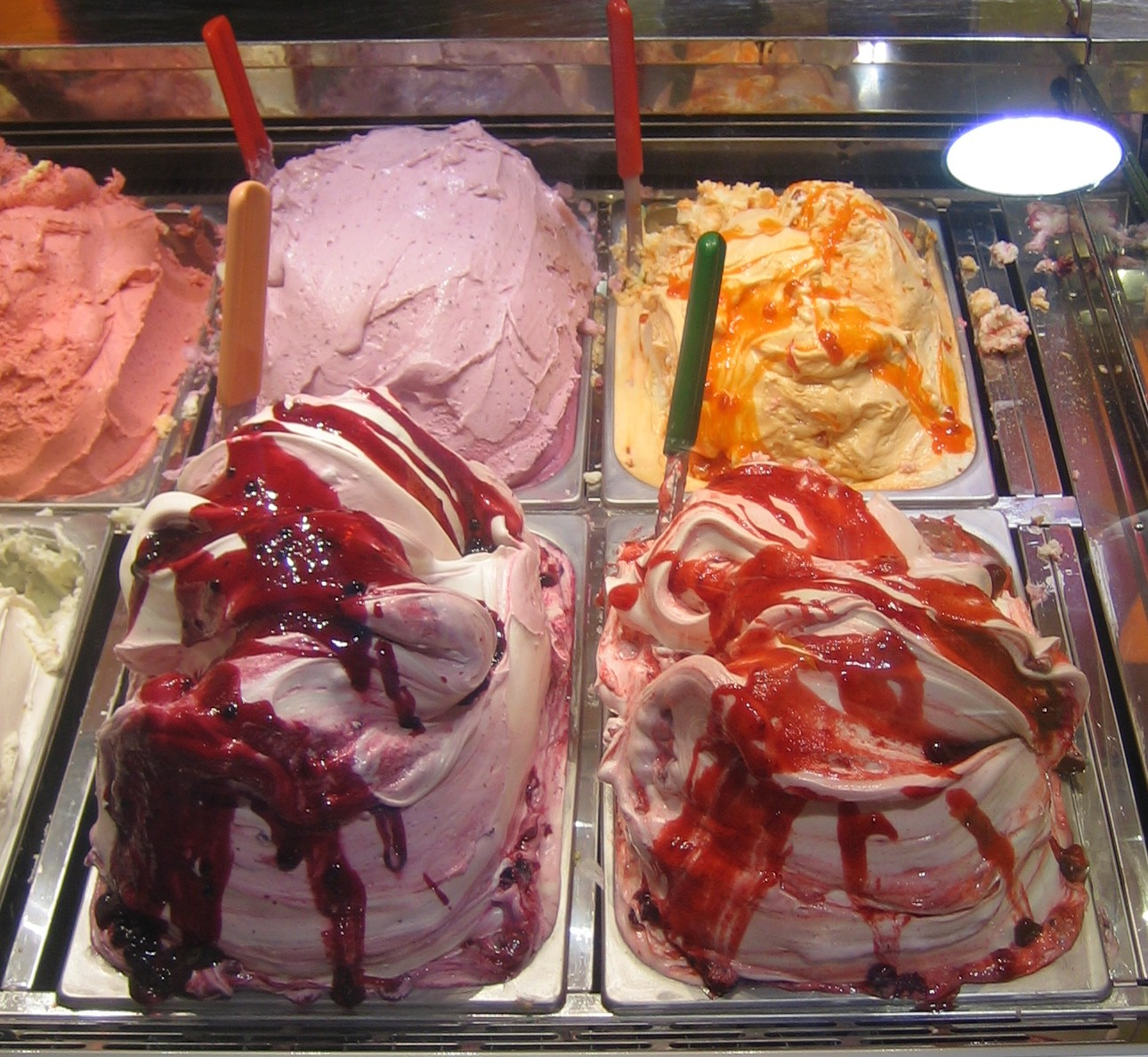
Italiaans schepijs

Schepijs is meestal roomijs dat met een ijsschep uit een grote bak wordt geschept. Dit wordt dan in de vorm van bolletjes op een oubliehoorn van koek of tussen twee wafeltjes geserveerd. Ook kan het worden geserveerd in bekertjes, waaruit het met behulp van een lepel of een stokje kan worden gegeten. Dit kan geserveerd worden in een ijssalon, maar ook vanuit een ijsco-kar of in de snackbar. Schepijs is in vele smaken verkrijgbaar, variërend van bijvoorbeeld citroenijs tot ijs met stukjes Marsrepen er in.
Een bekend voorbeeld is Italiaans ijs.